# Вольная борьба на летних Олимпийских играх 1960 — до 62 кг
Соревнования по вольной борьбе в рамках Олимпийских игр 1960 года в полулёгком весе (до 62 килограммов) прошли в Риме с 1 по 6 сентября 1960 года в «Базилике Максенция».
Турнир проводился по системе с начислением штрафных баллов, но в сравнении с прошлыми играми, сменилась система их начисления и был введён такой результат, как ничья. За чистую победу штрафные баллы не начислялись, за победу по очкам борец получал один штрафной балл, за ничью два штрафных балла, за поражение по очкам три штрафных балла, за чистое поражение — четыре штрафных балла. Борец, набравший шесть штрафных баллов, из турнира выбывал. Трое оставшихся борцов выходили в финал, где проводили встречи между собой. Встречи между финалистами, состоявшиеся в предварительных схватках, шли в зачёт. Схватка по регламенту турнира продолжалась 12 минут. Если в течение первых шести минут не было зафиксировано туше, то судьи могли определить борца, имеющего преимущество. Если преимущество никому не отдавалось, то назначалось четыре минуты борьбы в партере, при этом каждый из борцов находился внизу по две минуты (очередность определялась жребием). Если кому-то из борцов было отдано преимущество, то он имел право выбора следующих шести минут борьбы: либо в партере сверху, либо в стойке. Если по истечении четырёх минут не фиксировалась чистая победа, то оставшиеся две минуты борцы боролись в стойке.
В полулёгком весе боролись 25 участников. Самым молодым участником был 19-летний Владимир Рубашвили, самым возрастным 35-летний Эрнст Мейнхард (встретились во втором круге, где молодой советский борец меньше чем за минуту положил ветерана на лопатки). Явным фаворитом был Мустафа Дагыстанли, действующий олимпийский чемпион и чемпион мира 1954 года в легчайшем весе, чемпион мира 1957 и 1959 годов в полулёгком весе. Остальным было почти нечего противопоставить самому титулованному турецкому борцу. В финал вместе с Дагыстанлы вышел болгарин Станчо Колев. Бронзовый призёр определился ещё до финала: им стал Владимир Рубашвили за счёт личной победы над японцем Тамидзи Сато. В финальной встрече Дагыстанлы не так легко, как прежде, но всё же одолел Колева и распрощался с ковром.

Хотя непререкаемый авторитет и опыт были на стороне турецкого пехлевана, он впервые не смог провести свои знаменитые «ножницы»: уж очень гибким и осторожным оказался его соперник. В самом начале всех атак турецкого спортсмена он перекрывал его действия за счет своевременно выполняемой защиты. Дагестанлы при выполнении очередной атаки сталкивается с Колевым и глубоко рассекает переносицу, но, несмотря на это, продолжает наступать. Арбитр, увидев обильно текущую кровь, останавливает поединок и тянет турецкого борца к врачу. Но это крайне нежелательно, так как Дагестанлы понимает, что потеряет выигрышный темп схватки. Уход к врачу резко изменил бы рисунок поединка: молодой претендент на медаль успел бы за это время быстро восстановиться и вновь с успехом противостоять натиску. Дагестанлы видит, что соперник хотя и моложе его, но изрядно устал, и если он не использует это обстоятельство, то упустит победу. Поединок возобновлен. Оба спортсмена показывают на редкость интересную борьбу, которая изобилует захватывающими ситуациями с яркими проявлениями силовых возможностей обоих борцов. Поединок заканчивается в пользу опытнейшего Дагестанлы, правда, с перевесом в два балла.   

## Призовые места
- Мустафа Дагыстанли (TUR)
- Станчо Колев (BUL)
- Владимир Рубашвили (URS)

## Первый круг
| Штрафных баллов | Участник 1               | Результат    | Участник 2                    | Штрафных баллов |
| --------------- | ------------------------ | ------------ | ----------------------------- | --------------- |
| 0               | Йозеф Мевис (BEL)        | Туше (4:52)  | Сундер Шиам (IND) ¹           | 4               |
| 1               | Ханс Марте (AUT)         | По очкам     | Самуэль Паркер (AUS) ²        | 3               |
| 1               | Мустафа Дагыстанли (TUR) | По очкам     | Эркки Пенттиля (FIN)          | 3               |
| 0               | Йожеф Келлерманн (HUN)   | Туше (8:39)  | Эрнст Мейнхард (SUI)          | 4               |
| 0               | Владимир Рубашвили (URS) | Туше (5:52)  | Мохамед Хадем Хорасани (IRI)  | 4               |
| 0               | Луи Джиани (USA)         | Туше (11:29) | Анджело Джельсомини (ITA)     | 4               |
| 0               | Стефанос Иоаннидис (GRE) | Туше (5:56)  | Кан Джон Хо (KOR)             | 4               |
| 2               | Роберто Вальехо (MEX)    | Ничья        | Ахмед Сайед Касим (IRQ)       | 2               |
| 0               | Мухаммад Ахтар (PAK)     | Туше (0:58)  | Мохаммад Ибрагим Кедери (AFG) | 4               |
| 1               | Тамидзи Сато (JPN)       | По очкам     | Ян Журавский (POL)            | 3               |
| 0               | Эйб Гельденхайс (RSA)    | Туше (2:21)  | Берт Аспен (GBR)              | 4               |
| 0               | Станчо Колев (BUL)       | Туше (11:18) | Кристиан Лушниг (EUA)         | 4               |
| 0               | Жорж Баллери (FRA)       | Пропускал    |                               |                 |

¹ Снят из-за превышения веса 

² Снят из-за превышения веса

## Второй круг
| Штрафных баллов | Участник 1                   | Результат   | Участник 2                    | Штрафных баллов |
| --------------- | ---------------------------- | ----------- | ----------------------------- | --------------- |
| 1               | Йозеф Мевис (BEL)            | По очкам    | Жорж Баллери (FRA)            | 3               |
| 1               | Мустафа Дагыстанли (TUR)     | Туше (2:38) | Ханс Марте (AUT)              | 5               |
| 4               | Эркки Пенттиля (FIN)         | По очкам    | Йожеф Келлерманн (HUN)        | 3               |
| 0               | Владимир Рубашвили (URS)     | Туше (5:52) | Эрнст Мейнхард (SUI)          | 8               |
| 5               | Мохамед Хадем Хорасани (IRI) | По очкам    | Луи Джиани (USA)              | 3               |
| 5               | Кан Джон Хо (KOR)            | По очкам    | Анджело Джельсомини (ITA)     | 7               |
| 3               | Ахмед Сайед Касим (IRQ)      | По очкам    | Стефанос Иоаннидис (GRE)¹     | 3               |
| 3               | Роберто Вальехо (MEX)        | По очкам    | Мохаммад Ибрагим Кедери (AFG) | 7               |
| 2               | Тамидзи Сато (JPN)           | По очкам    | Мухаммад Ахтар (PAK)          | 3               |
| 4               | Ян Журавский (POL)           | По очкам    | Эйб Гельденхайс (RSA)         | 3               |
| 6               | Берт Аспен (GBR)             | Ничья       | Кристиан Лушниг (EUA)         | 6               |
| 0               | Станчо Колев (BUL)           | Пропускал   |                               |                 |

¹ Снялся с соревнований

## Третий круг
| Штрафных баллов | Участник 1                   | Результат   | Участник 2              | Штрафных баллов |
| --------------- | ---------------------------- | ----------- | ----------------------- | --------------- |
| 1               | Станчо Колев (BUL)           | По очкам    | Жорж Баллери (FRA)      | 6               |
| 1               | Йозеф Мевис (BEL)            | Туше (5:03) | Ханс Марте (AUT)        | 9               |
| 1               | Мустафа Дагыстанли (TUR)     | Туше (4:46) | Йожеф Келлерманн (HUN)  | 7               |
| 0               | Владимир Рубашвили (URS)     | Туше (3:12) | Эркки Пенттиля (FIN)    | 8               |
| 5               | Мохамед Хадем Хорасани (IRI) | Туше (4:17) | Кан Джон Хо (KOR)       | 9               |
| 4               | Луи Джиани (USA)¹            | По очкам    | Ахмед Сайед Касим (IRQ) | 6               |
| 2               | Тамидзи Сато (JPN)           | Туше (7:57) | Ахмед Сайед Касим (IRQ) | 6               |
| 4               | Мухаммад Ахтар (PAK)         | По очкам    | Ян Журавский (POL)      | 7               |
| 3               | Эйб Гельденхайс (RSA)        | Пропускал   |                         |                 |

¹ Снят из-за превышения веса

## Четвёртый круг
| Штрафных баллов | Участник 1               | Результат   | Участник 2                   | Штрафных баллов |
| --------------- | ------------------------ | ----------- | ---------------------------- | --------------- |
| 2               | Станчо Колев (BUL)       | По очкам    | Эйб Гельденхайс (RSA)        | 6               |
| 2               | Мустафа Дагыстанли (TUR) | По очкам    | Йозеф Мевис (BEL)            | 4               |
| 5               | Мухаммад Ахтар (PAK)     | По очкам    | Владимир Рубашвили (URS)     | 3               |
| 2               | Тамидзи Сато (JPN)       | Туше (5:20) | Мохамед Хадем Хорасани (IRI) | 9               |

## Пятый круг
| Штрафных баллов | Участник 1               | Результат    | Участник 2           | Штрафных баллов |
| --------------- | ------------------------ | ------------ | -------------------- | --------------- |
| 2               | Станчо Колев (BUL)       | Туше (10:42) | Йозеф Мевис (BEL)    | 8               |
| 2               | Мустафа Дагыстанли (TUR) | Туше (9:40)  | Мухаммад Ахтар (PAK) | 9               |
| 4               | Владимир Рубашвили (URS) | По очкам     | Тамидзи Сато (JPN)   | 5               |

## Шестой круг
| Штрафных баллов | Участник 1               | Результат | Участник 2               | Штрафных баллов |
| --------------- | ------------------------ | --------- | ------------------------ | --------------- |
| 3               | Станчо Колев (BUL)       | По очкам  | Владимир Рубашвили (URS) | 7               |
| 4               | Мустафа Дагыстанли (TUR) | Ничья     | Тамидзи Сато (JPN)       | 7               |

## Финал

### Встреча 1
| Штрафных баллов | Участник 1               | Результат | Участник 2         | Штрафных баллов |
| --------------- | ------------------------ | --------- | ------------------ | --------------- |
|                 | Мустафа Дагыстанли (TUR) | По очкам  | Станчо Колев (BUL) |                 |